# Anna Pasiarová
Anna Pasiarová (* 18. prosince 1949, Tatranské Matliare, Československo) je bývalá československá běžkyně na lyžích. Reprezentovala Československo na ZOH 1976 v rakouském Innsbrucku a na ZOH 1984 v Sarajevu.

## Výsledky na Olympijských hrách
Zdroj: stránky Českého olympijského výboru.
- Zimní olympijské hry 1976, Innsbruck
  - 5 km – 15. místo
  - 10 km – 13. místo
  - štafeta 4×5 km – 6. místo
- Zimní olympijské hry 1984, Sarajevo
  - 10 km – 27. místo
  - 20 km – 16. místo